# Luke Wilkshire
Luke Wilkshire (Wollongong, 1981. október 2. –) ausztrál labdarúgóedző és korábbi válogatott labdarúgó.

## Pályafutása

### Klubcsapatban
Wilkshire szülővárosában, az Albion Park utánpótláscsapatában kezdte a pályafutását és az Albion Park High School tanulója volt. Ezt követően csatlakozott a Wollongong Wolves ifjúsági csapatához és több szezont is ott töltött. Ezt követően Canberrába utazott, hogy egy évet az AIS futballprogramjában, Ausztrália elit sportakadémiáján tölthessen. Ezután külföldre költözött, és csatlakozott a Middlesbrough utánpótlás rendszeréhez. Az első csapatban 2002. március 6-án mutatkozott be egy Southampton elleni bajnoki alkalmával. 2003-ban a Bristol City igazolta le, melynek színeiben három évig játszott. A 2006-os világbajnokságot követően Hollandiába szerződött a Twente csapatához. Két szezont töltött a holland klubnál és ezalatt 59 mérkőzésen lépett pályára és 5 gólt szerzett. 2008-tól 2014-ig a Gyinamo Moszkva játékosa volt. 2014-ben ismét Hollandiába szerződött, ezúttal a Feyenoord együtteséhez, de mindössze egy szezont követően távozott. 2016-ban visszatért Oroszországba a Tyerek Groznijhoz, majd ismét a Gyinamo Moszkva játékosa lett, ahol 6 mérkőzésen kapott lehetőséget. 2017-ben, mintegy 20 évet követően hazatért Ausztráliába a Sydney FC csapatához, melynek színeiben bajnoki címet szerzett az idény végén. 2018-ban a Wollongong Wolves játékosaként fejezte be a pályafutását.

### A válogatottban
2004 és 2014 között 80 mérkőzésen szerepelt az ausztrál válogatottban és 8 gólt szerzett. Részt vett a 2004. évi nyári olimpiai játékokon és a 2005-ös konföderációs kupán. A 2006-os világbajnokságon a Japán elleni csoportmérkőzésen és az Olaszország elleni nyolcaddöntőben kezdőként lépett pályára. Tagja volt még a 2007-es Ázsia-kupán, a 2010-es világbajnokságon és a 2011-es Ázsia-kupán szereplő válogatott keretének is.

### Edzőként
2018 és 2022 között a Wollongong Wolves vezetőedzője volt. 2023-ban a Central Coast Mariners Akadémián edzősködött és az ausztrál U20-as válogatottnál volt segédedző. 2023 és 2024 között az ausztrál válogatottnál is segédedzőként dolgozott.

## Sikerei, díjai
Gyinamo Moszkva
- Orosz másodosztály bajnok (1): 2016–17

Sydney FC
- Ausztrál bajnok (1): 2017–18
- Ausztrál kupagyőztes (1): 2017

Ausztrália
- OFC-nemzetek kupája győztes (1): 2004
- Ázsia-kupa döntős (1): 2011